# Haploglenius handlirschi
Haploglenius handlirschi är en insektsart som beskrevs av Van der Weele 1909. Haploglenius handlirschi ingår i släktet Haploglenius och familjen fjärilsländor. Inga underarter finns listade i Catalogue of Life.